# Mastigimas peruanus
Mastigimas peruanus är en insektsart som beskrevs av Günther Enderlein 1921. Mastigimas peruanus ingår i släktet Mastigimas och familjen Carsidaridae. Inga underarter finns listade i Catalogue of Life.